# Paguristes starcki
Paguristes starcki är en kräftdjursart som beskrevs av Anthony J. Provenzano, Jr. 1965. Paguristes starcki ingår i släktet Paguristes och familjen Diogenidae. Inga underarter finns listade i Catalogue of Life.